# Loggiato San Bartolomeo
Il loggiato San Bartolomeo è ciò che rimane di un ospedale seicentesco che si affaccia sul Foro Italico della città di Palermo, alla sinistra di porta Felice.

## Storia

### Epoca aragonese
Ospedale di San Bartolomeo l'Incurabili a Porta Felice: nel 1431 l'ospedale è accorpato all'Ospedale Grande e Nuovo. Istituzione legata alla chiesa di San Nicolò alla Kalsa, servita dalla Compagnia di Santa Maria della Candelora, destinata alle cure di tisici, ulcerosi e malati di infezioni veneree.

### Epoca spagnola
Nel 1581 la Chiesa di Santa Maria della Pietà era comunicante con la chiesa di San Nicolò alla Kalsa. I cappellani della parrocchia amministravano i sacramenti ai degenti infermi e nell'ottica di prolungare la strada del Cassaro dalla chiesa di Santa Maria di Porto Salvo fino a Porta Felice si rese necessario atterrare diversi fabbricati.
La nuova struttura fu costruita nel 1605 per volere della Confraternita di San Bartolomeo ed adibito ad ospedale, nel 1826 divenne un orfanotrofio col nome di «Santo Spirito». In seguito ai bombardamenti della seconda guerra mondiale, l'edificio venne quasi interamente distrutto conservando soltanto due ordini di logge su una caratteristica facciata bianca che ne mette in risalto le forme, visibili dal mare anche a distanza. Dopo i restauri operati dalla provincia, due sale del loggiato adesso vengono utilizzate per ospitare mostre o manifestazioni.
Nel 2007 di fronte al loggiato è stata posta una scultura in bronzo dello scultore polacco Igor Mitoraj intitolata Eroe Elimo in onore dell'antica popolazione che abitava la Sicilia occidentale.

## Confraternita di San Bartolomeo
Sodalizio attestato presso la chiesa di San Nicolò la Kalsa, documentata nel 1321 e fondata in data imprecisata, con finalità d'assistenza e cure per gli ammalati affetti da patologie lievi.

## Compagnia di Santa Maria della Candelora
Sodalizio con finalità d'assistenza e cure per gli ammalati affetti da patologie contagiose o incurabili.

## Compagnia della Carità
Nel 1533 il Viceré di Sicilia Ettore Pignatelli, duca di Monteleone, istituì una devota Unione di Nobili, finalità del sodalizio: la carità di visitare e servire gli ammalati nell'Ospedale di San Bartolomeo. Inizialmente si attestò presso l'Oratorio di Santa Maria della Candellara, ambiente confinato nel perimetro dell'Ospedale medesimo. Nel 1543 il sodalizio fu insignito del titolo di compagnia, seconda solo alla Compagnia dei Bianchi nelle processioni cittadine del Corpus Domini.
Oratorio della chiesa della Compagnia della Carità: Il primo oratorio era ubicato al piano terra e sotto l'attuale, chiamato della Madonna della Candelora. Il secondo oratorio fu eretto sulle mura della città, a ridosso della Cala al Molo Piccolo, ambiente denominato sala delle donne provvisto di gran Loggia, luogo di delizie delle Dame Palermitane. Nel 1573 l'edificio fu arricchito da prospetto in pietra d'intaglio.
Nel 1730 gli interni furono arricchiti da stucchi, pitture e oro. L'aula fu dotata di un altare in marmo, un dipinto di pregio raffigurante la Lavanda dei piedi, opera firmata e datata "Franciscus Potenzanus inventor e pictor 1580", pittura conservata nei depositi della Galleria regionale di Palazzo Abatellis. Gli interni decorati con gli affreschi di Guglielmo Borremans: Parabola del Buon Samaritano e Probatica Piscina.
La compagnia annoverava 100 membri fra titolati, togati, nobili, viceré di Sicilia, arcivescovi di Palermo.
Fra i nobili confrati del sodalizio sono sorteggiati dal Senato Palermitano i governatori e i rettori dell'ospedale. Prestano servizio a vario titolo e nelle varie mansioni tutti i componenti della compagnia.
- Andrea Valdina e del Bosco, Cavaliere d'Alcantara e Governatore della Compagnia nel 1653.[14]

## Oratorio della Compagnia della Carità di San Bartolomeo degli Incurabili
Distrutto nel 1943.